# Бехнам Ехсанпур
Бехнам Ехсампур (перс. بهنام احسان‌پور; нар. 16 лютого 1992) — іранський борець вільного стилю, бронзовий призер чемпіонату світу, дворазовий чемпіон та дворазовий срібний призер чемпіонатів Азії, триразовий володар Кубків світу.

## Життєпис
Боротьбою почав займатися з 2002 року. У 2007 році став бронзовим призером чемпіонату Азії серед кадетів. Наступного року на цих же змаганнях піднявся сходинкою вище. У 2012 році став чемпіоном світу серед юніорів. На літній Універсіаді 2013 року в Казані завоював срібну нагороду, поступившись у фіналі представнику Росії Бекхану Гойгереєву. Представляв Ісламський університет Азад.
Виступає за борцівський клуб «Тахті», Бехшахр, у складі якого став чемпіоном клубного чемпіонату світу 2016 року. Тренер — Шахрам Мардані.

## Спортивні результати на міжнародних змаганнях

### Виступи на Чемпіонатах світу
| Змагання                        | Збірна | Вагова категорія          | Місце  |
| ------------------------------- | ------ | ------------------------- | ------ |
| Чемпіонат світу з боротьби 2015 | Іран   | вільна боротьба, до 61 кг | 18     |
| Чемпіонат світу з боротьби 2016 | Іран   | вільна боротьба, до 61 кг | 5      |
| Чемпіонат світу з боротьби 2017 | Іран   | вільна боротьба, до 61 кг | 14     |
| Чемпіонат світу з боротьби 2019 | Іран   | вільна боротьба, до 61 кг | Бронза |

### Виступи на Чемпіонатах Азії
| Змагання                       | Збірна | Вагова категорія          | Місце  |
| ------------------------------ | ------ | ------------------------- | ------ |
| Чемпіонат Азії з боротьби 2015 | Іран   | вільна боротьба, до 61 кг | Срібло |
| Чемпіонат Азії з боротьби 2016 | Іран   | вільна боротьба, до 61 кг | Срібло |
| Чемпіонат Азії з боротьби 2017 | Іран   | вільна боротьба, до 61 кг | Золото |
| Чемпіонат Азії з боротьби 2019 | Іран   | вільна боротьба, до 61 кг | Золото |

### Виступи на Кубках світу
| Змагання                    | Збірна | Вагова категорія          | Місце  |
| --------------------------- | ------ | ------------------------- | ------ |
| Кубок світу з боротьби 2012 | Іран   | вільна боротьба, до 60 кг | 11     |
| Кубок світу з боротьби 2015 | Іран   | вільна боротьба, до 61 кг | Золото |
| Кубок світу з боротьби 2016 | Іран   | вільна боротьба, до 61 кг | Золото |
| Кубок світу з боротьби 2017 | Іран   | вільна боротьба, до 61 кг | Золото |

### Виступи на інших змаганнях
| Змагання                                   | Збірна | Вагова категорія          | Місце  |
| ------------------------------------------ | ------ | ------------------------- | ------ |
| Кубок Тахті 2010                           | Іран   | вільна боротьба, до 60 кг | 8      |
| Золотий Гран-прі з боротьби 2012 (Тегеран) | Іран   | вільна боротьба, до 60 кг | Золото |
| Літня Універсіада 2013                     | Іран   | вільна боротьба, до 60 кг | Срібло |
| Турнір Алі Алієва 2014                     | Іран   | вільна боротьба, до 61 кг | Бронза |
| Кубок Тахті 2015                           | Іран   | вільна боротьба, до 61 кг | Золото |
| Турнір Степана Саргісяна 2015              | Іран   | вільна боротьба, до 65 кг | Бронза |
| Клубний чемпіонат світу з боротьби 2015    | Іран   | команда                   | Золото |
| Кубок Тахті 2016                           | Іран   | вільна боротьба, до 61 кг | Золото |
| Кубок Тахті 2018                           | Іран   | вільна боротьба, до 65 кг | Бронза |
| Клубний чемпіонат світу з боротьби 2018    | Іран   | команда                   | Бронза |
| Кубок Тахті 2019                           | Іран   | вільна боротьба, до 61 кг | Бронза |

### Виступи на змаганнях молодших вікових груп
| Змагання                                      | Збірна | Вагова категорія          | Місце  |
| --------------------------------------------- | ------ | ------------------------- | ------ |
| Чемпіонат Азії з боротьби серед кадетів 2007  | Іран   | вільна боротьба, до 50 кг | Бронза |
| Чемпіонат Азії з боротьби серед кадетів 2008  | Іран   | вільна боротьба, до 54 кг | Срібло |
| Чемпіонат світу з боротьби серед юніорів 2010 | Іран   | вільна боротьба, до 55 кг | 8      |
| Кубок світу з боротьби серед юніорів 2011     | Іран   | вільна боротьба, до 60 кг | Срібло |
| Чемпіонат світу з боротьби серед юніорів 2011 | Іран   | вільна боротьба, до 60 кг | 12     |
| Чемпіонат світу з боротьби серед юніорів 2012 | Іран   | вільна боротьба, до 60 кг | Золото |